# Félix Nadar
Félix Nadar, pravim imenom Gaspard-Félix Tournachon (Pariz (Lyon?), 6. travnja 1820. - Pariz, 21. ožujka 1910.) je francuski fotograf, karikaturist, novinar, književnik i izrađivač balona.

## Životopis
Nadar je rođen u Parizu (iako neki izvori navode Lyon za mjesto njegova rođenja). Bio je karikaturist u francuskim novinama Le Charivari 1848. Godine 1849. stvorio je Revue comique (Komičnu reviju) i Petit journal pour rire (Male novine smijeha). Prve fotografije snimio je 1853., a 1858. postao je prvi fotograf koji je slikao zračne fotografije. 
Oko 1863., Nadar je napravio ogromni (6000m³) balon na zopli zrak nazvan Le Géant ("Div"), i tako inspirirao Julesa Verna za njegovo djelo Pet tjedana u balonu. Projekt "Géant" je bio neuspjeh i uvjerio ga je da je budućnost letenja u zrakoplovima težima od zraka. Tako je ustanovljeno "Društvo za poticaj izrade zračnih strojeva koji su teži od zraka" s Nadarom kao predsjednikom i Julesom Vernom kao tajnikom.
U svom posjetu Bruxellesu s balonom Géant, 26. rujna, 1864., Nadar je podigao pokretne pregrade kako bi osigurao sigurnost promatrača. Do današnjih dana, u Belgiji se pokretne pregrade nazivaju Nadarove barijere .
U travnju 1874., posudio je svoj fotografski studio nekolicini slikara čime je omogućio izložbu Impresionista. Fotografirao je Victora Hugoa na njegovog posmrtnoj postelji 1885. god. Također se drži za prvog tvorca foto-intervjua (intervju slavnog kemičara Chevreula 1886. god.), i također za autora prvih erotskih fotografija.
Nakon jegove smrti 1910. god., Nadar je pokopan na pariškom groblju Père Lachaise. Lik Michela Ardana, iz Verneovog romana Od zemlje do mjeseca (De la Terre à la Lune, Put na Mjesec (fr)), inspiriran je Nadarom.

## Galerija fotografija
- Aleksandar III.
- Sarah Bernhardt
- Georges Clemenceau
- Camille Corot
- Gustave Courbet
- Eugène Delacroix
- Gustave Doré (1859)
- Alexandre Dumas (otac)
- Jean-François Millet
- Franz Liszt
- George Sand (1864.)
- Jules Verne
- Théophile Gautier
- Le Bris i njegov leteći stroj Albatros II.
- Nadar (Gaspard-Félix Tournachon) – Autoportret.
- Nadarov sin s članovima druge japanskog veleposlanstva u Europi 1863.

## Vanjske poveznice
- Članak o Nadaru, Bruce Sterling.
- Karikatura Nadara iz 1867., André Gill.